# Biserica „Intrarea în Biserică” din Ceparii Ungureni
Biserica Intrarea în Biserică este un monument istoric aflat pe teritoriul satului Ceparii Ungureni; comuna Cepari, județul Argeș.

## Istoric și trăsături
Biserica este situată în apropierea malului drept al râului Topolog. Este construită din cărămidă, în formă de navă, are lungimea de 15 m, lățimea de 6 m și înălțimea maximă de 8 m. Anul construcției este 1820, învelitoarea inițială de șindrilă a fost înlocuită în anul 1963 cu una mai rezistentă, din tablă.

## Imagini

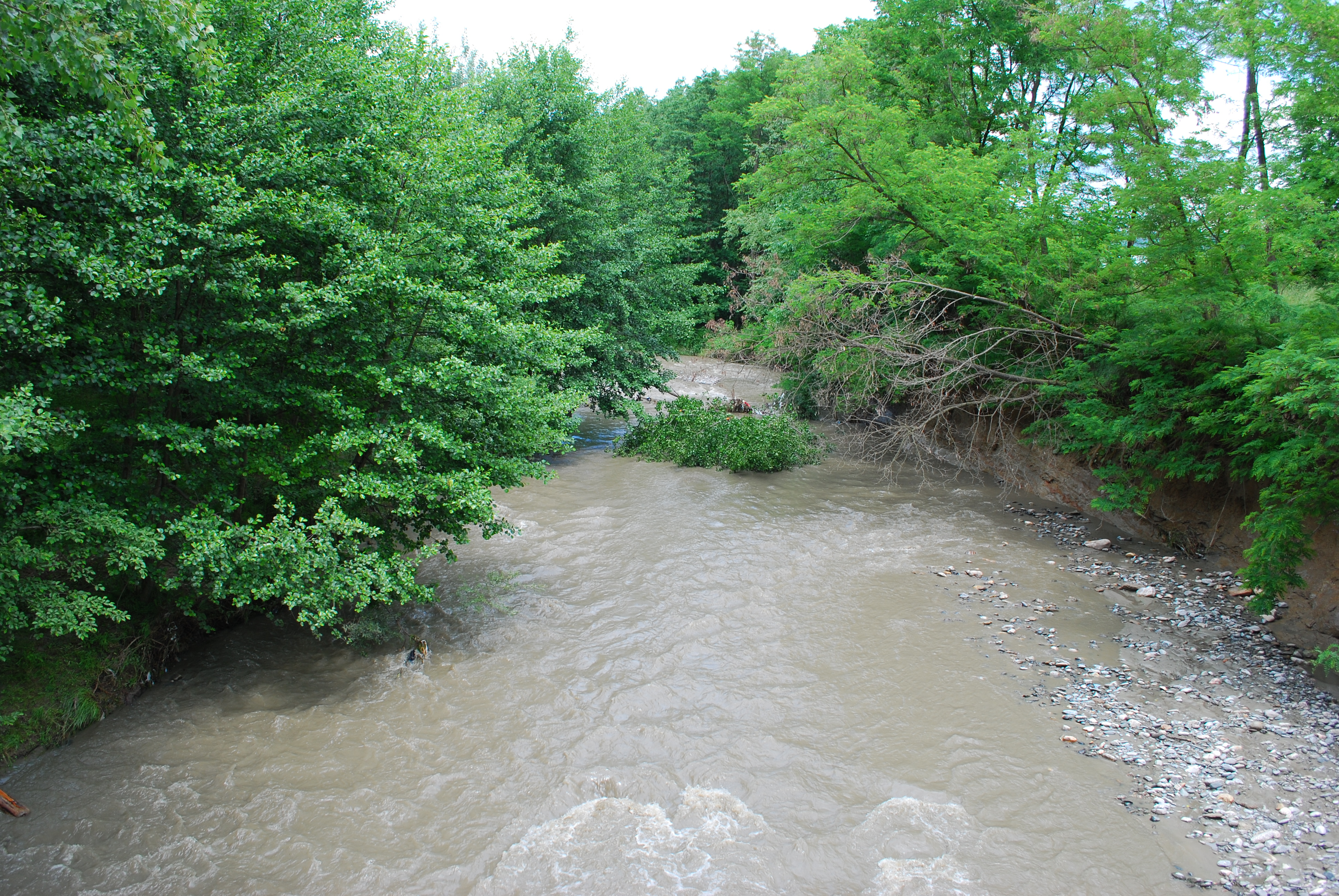
Râul Topolog
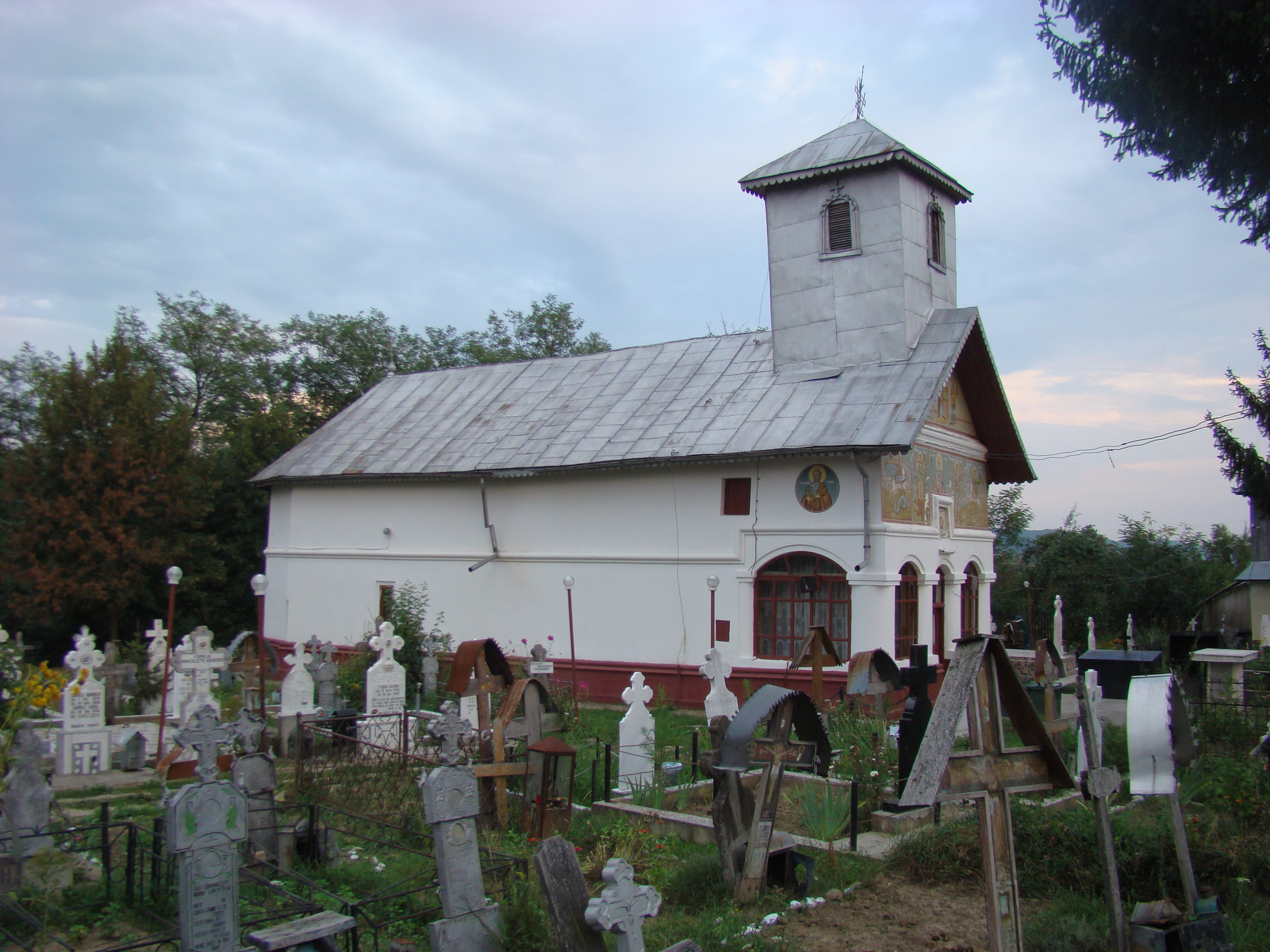
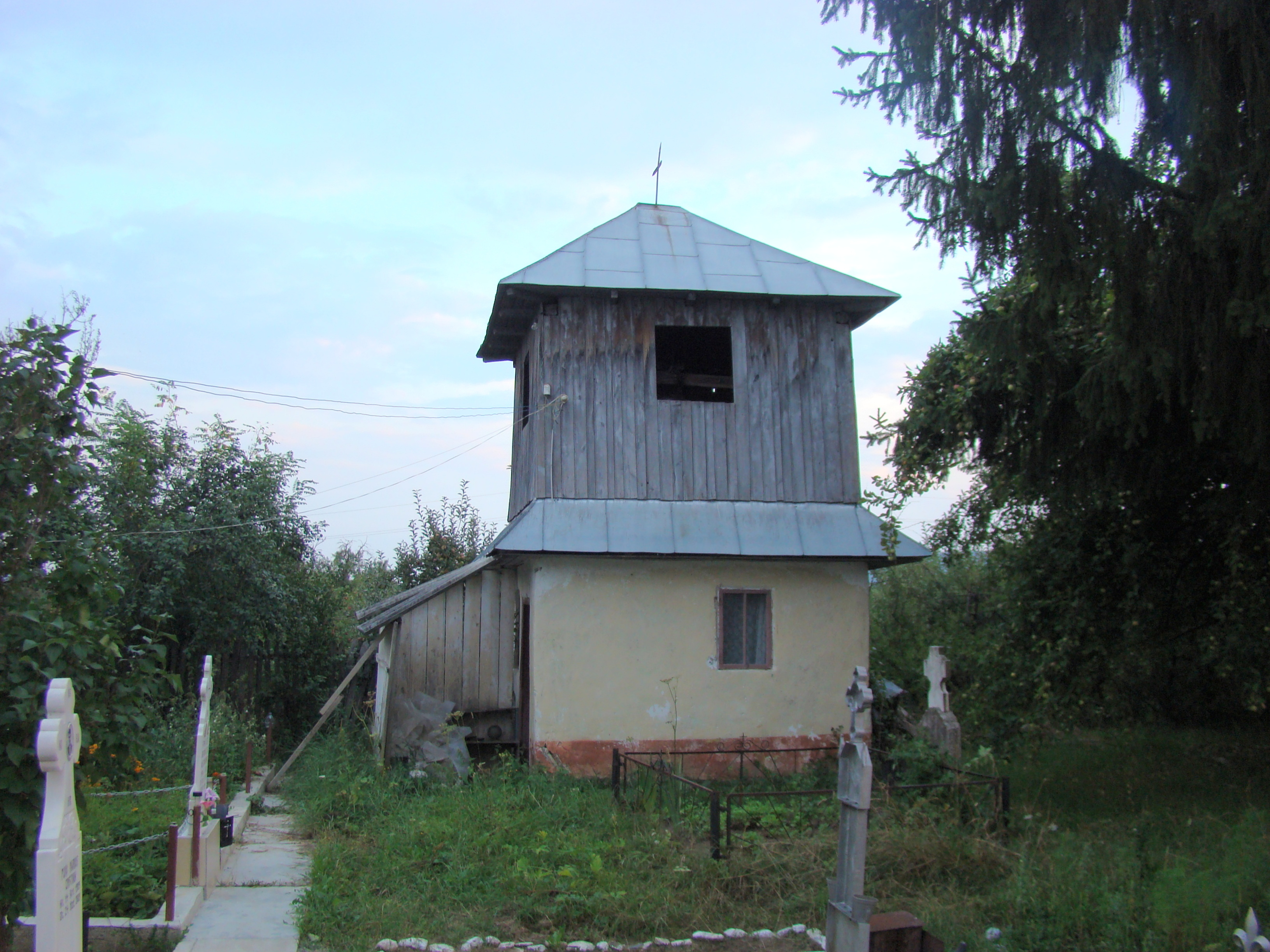
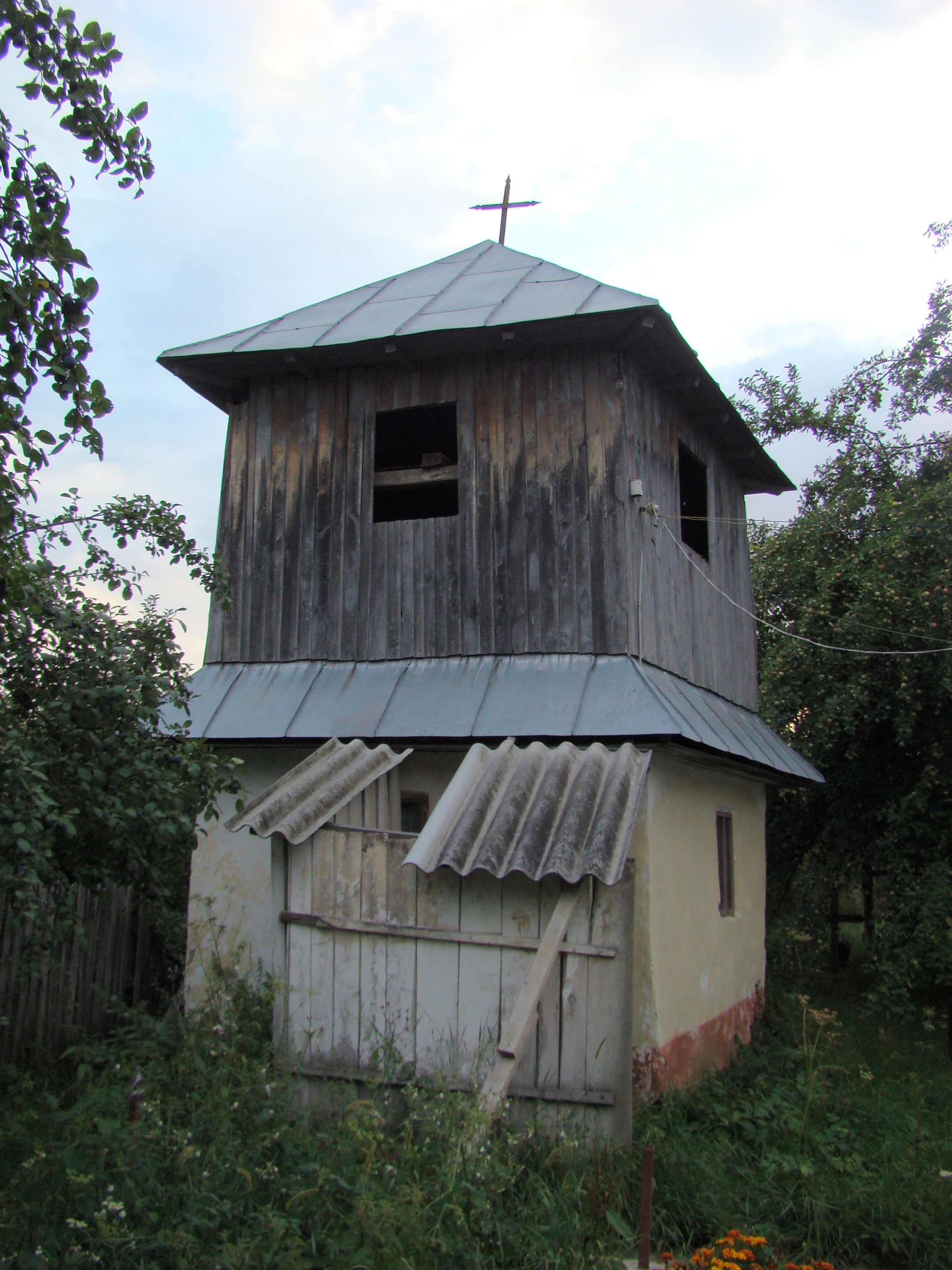
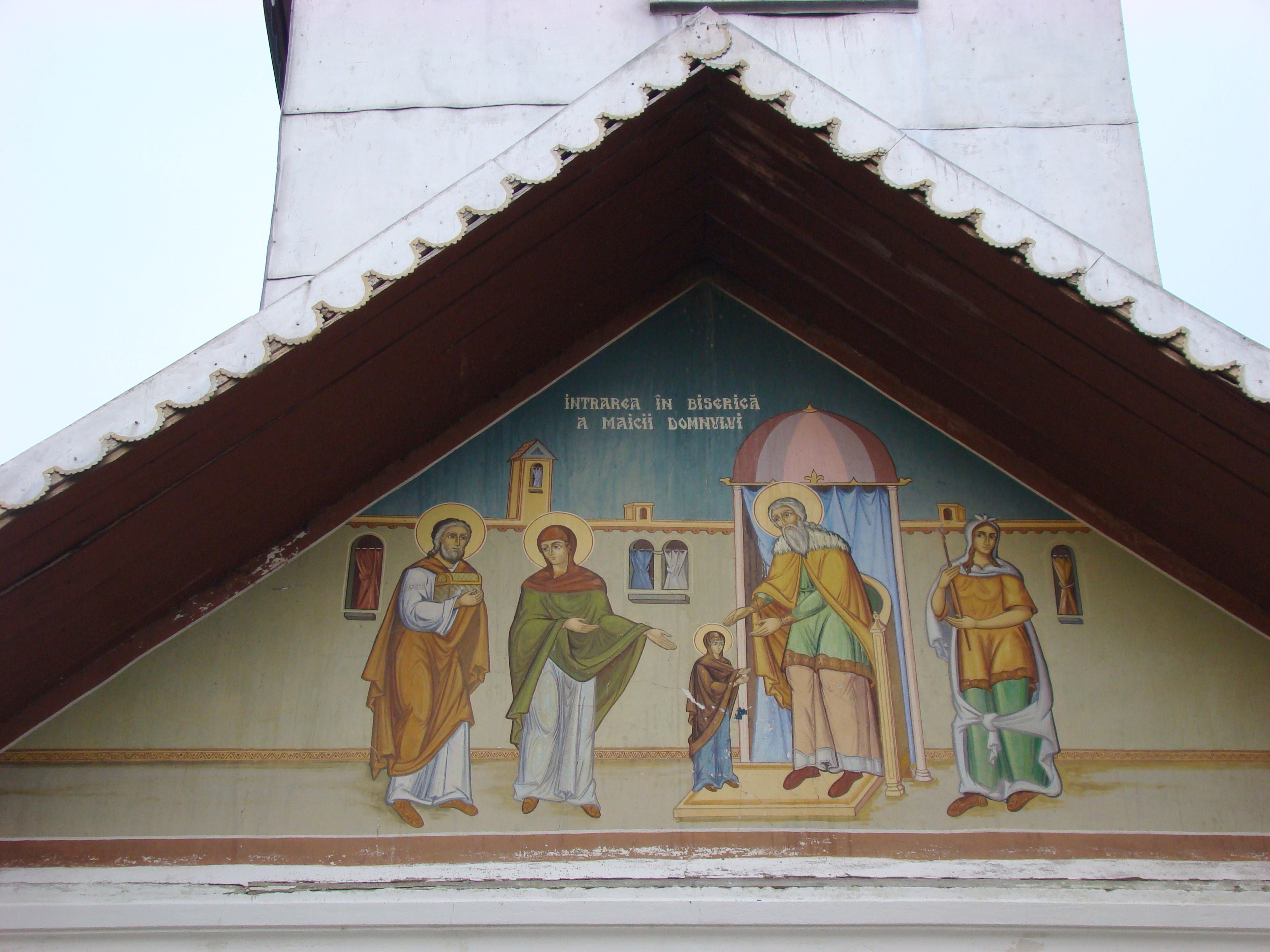
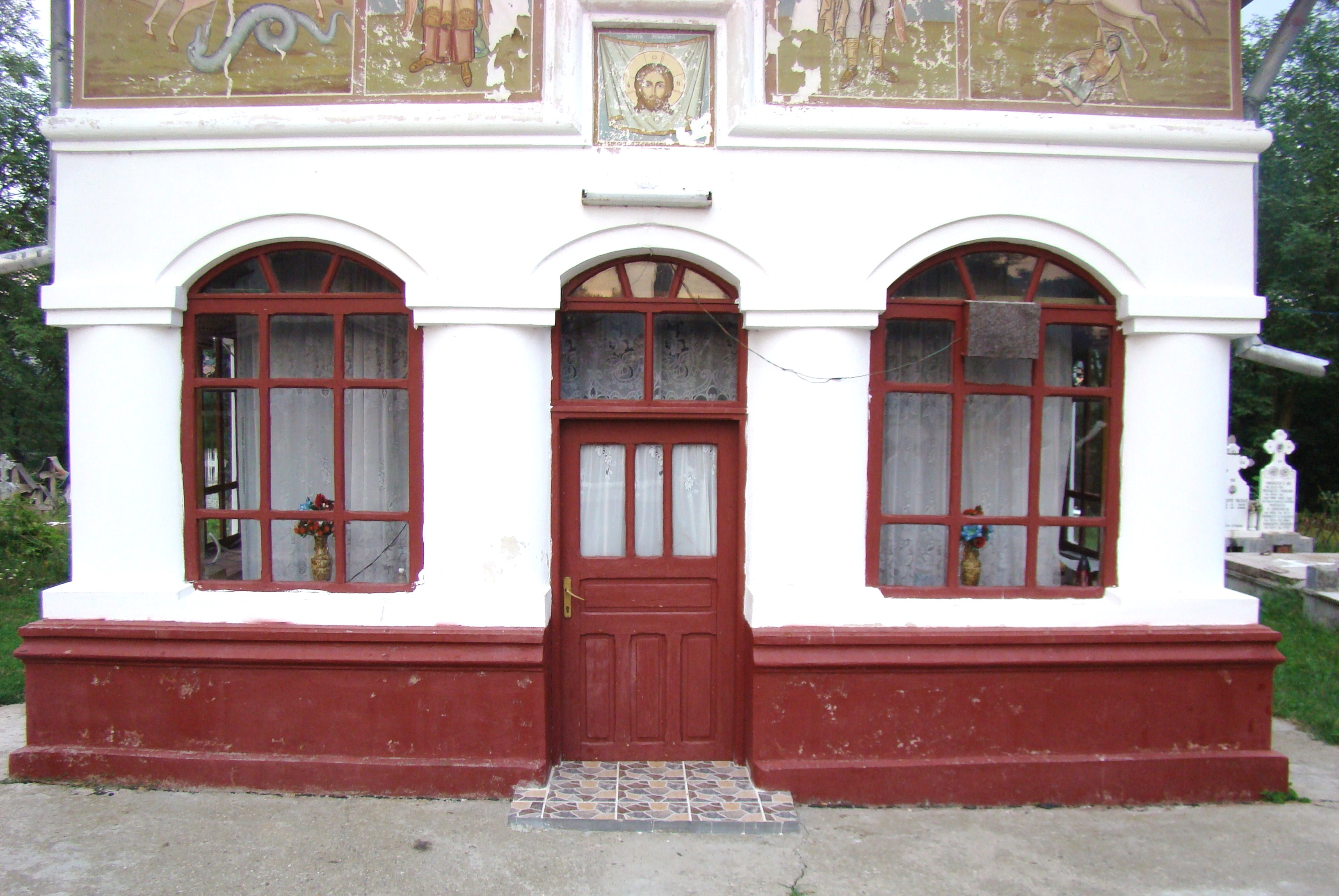
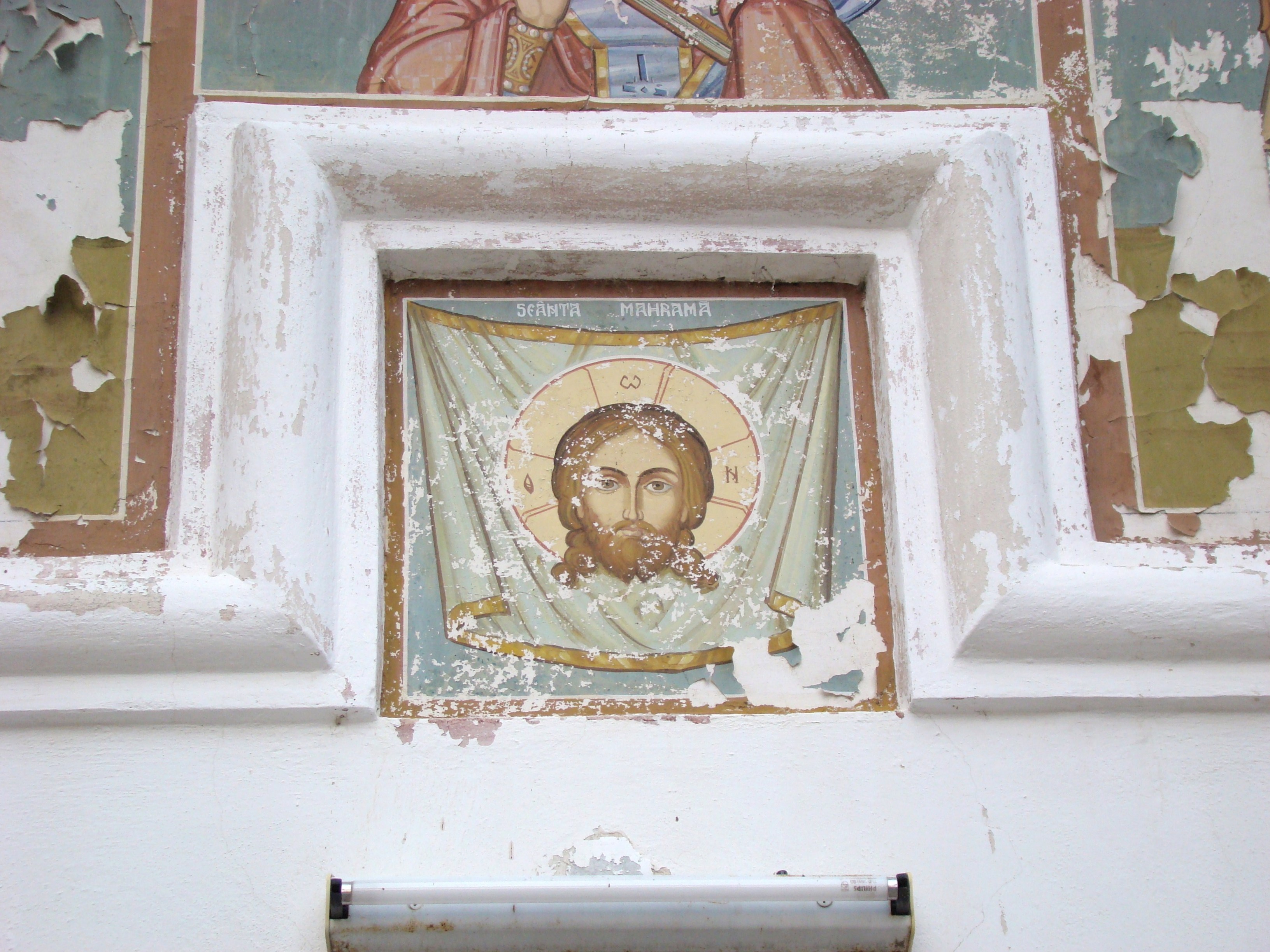
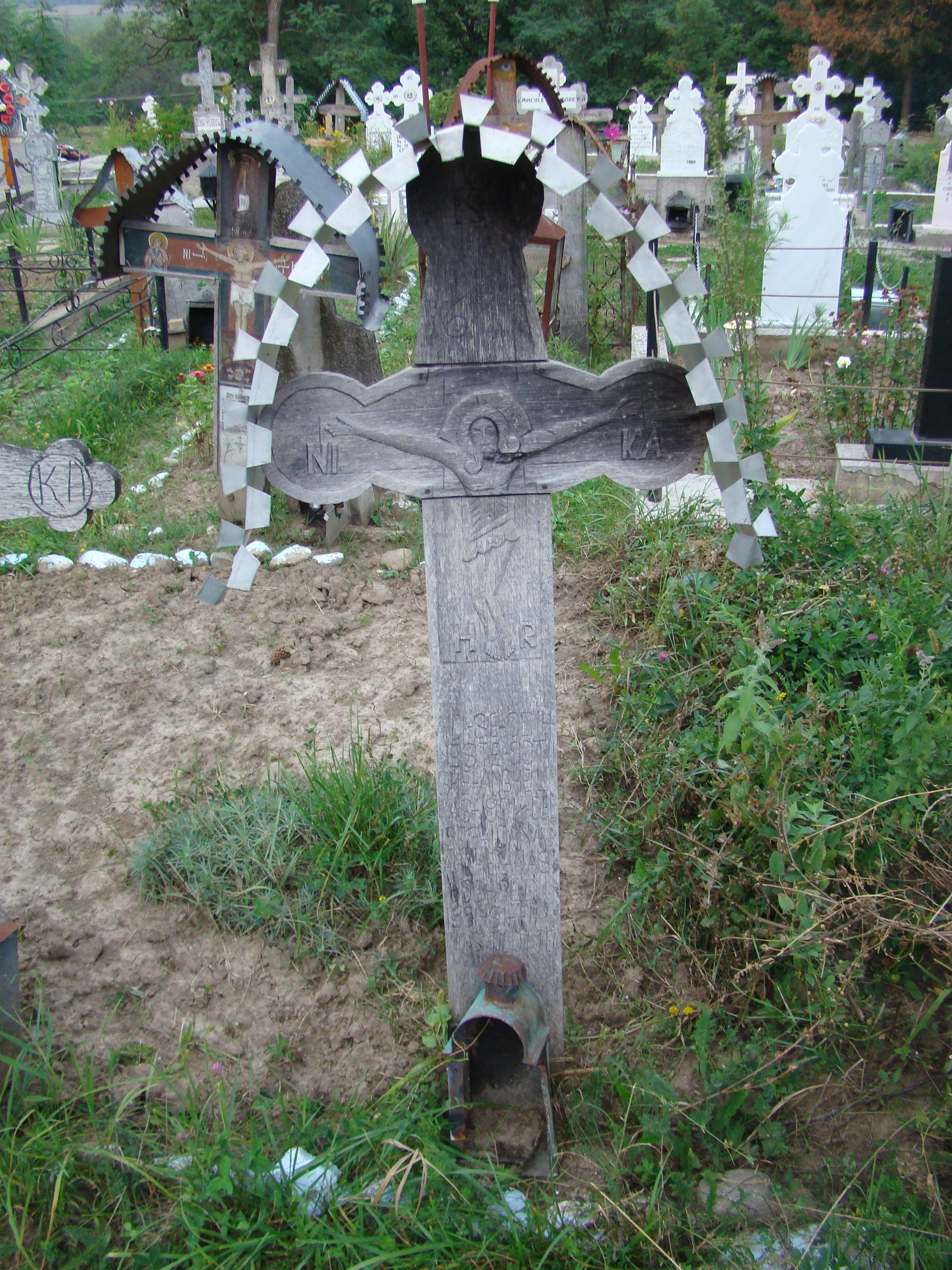
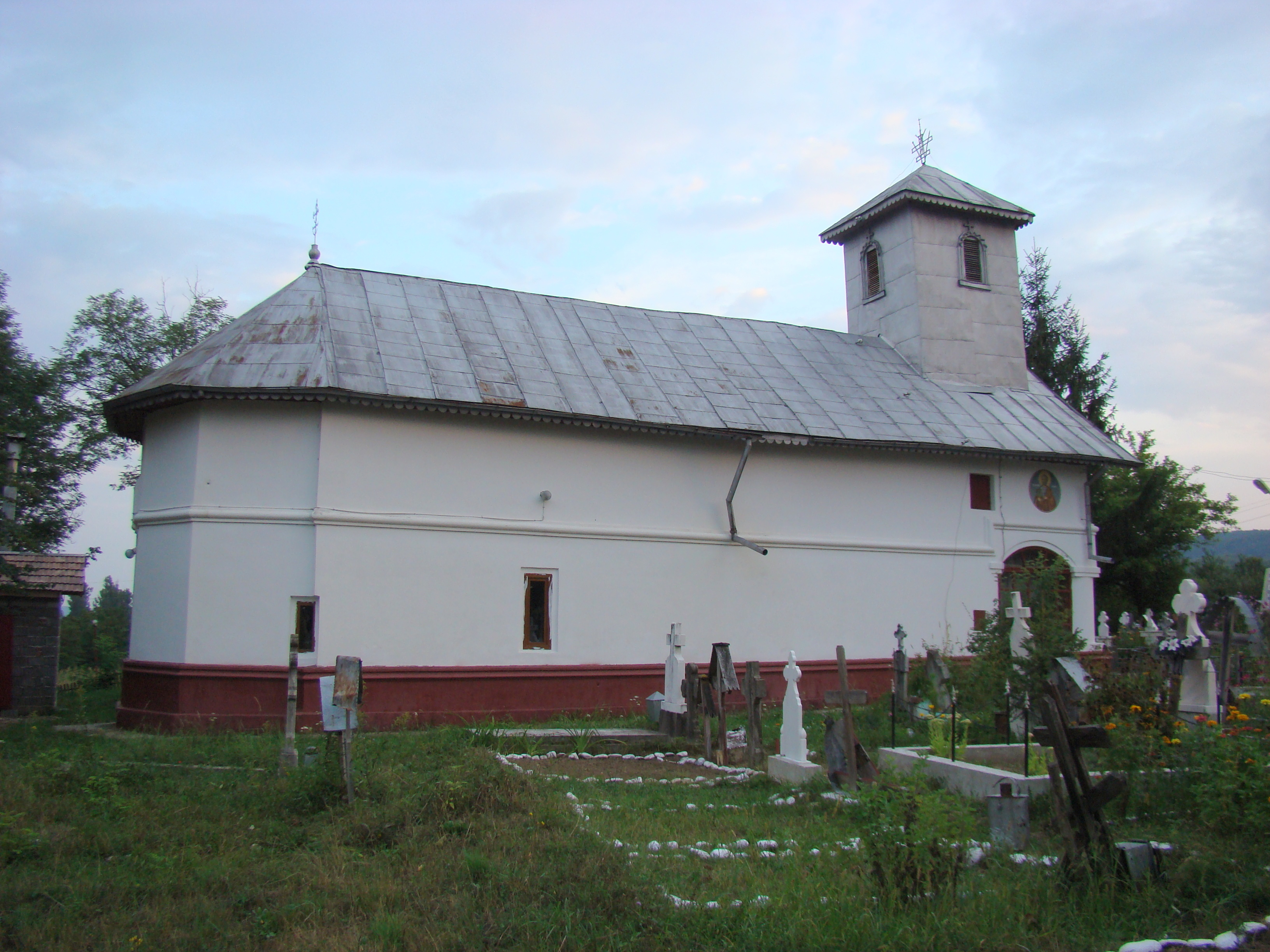
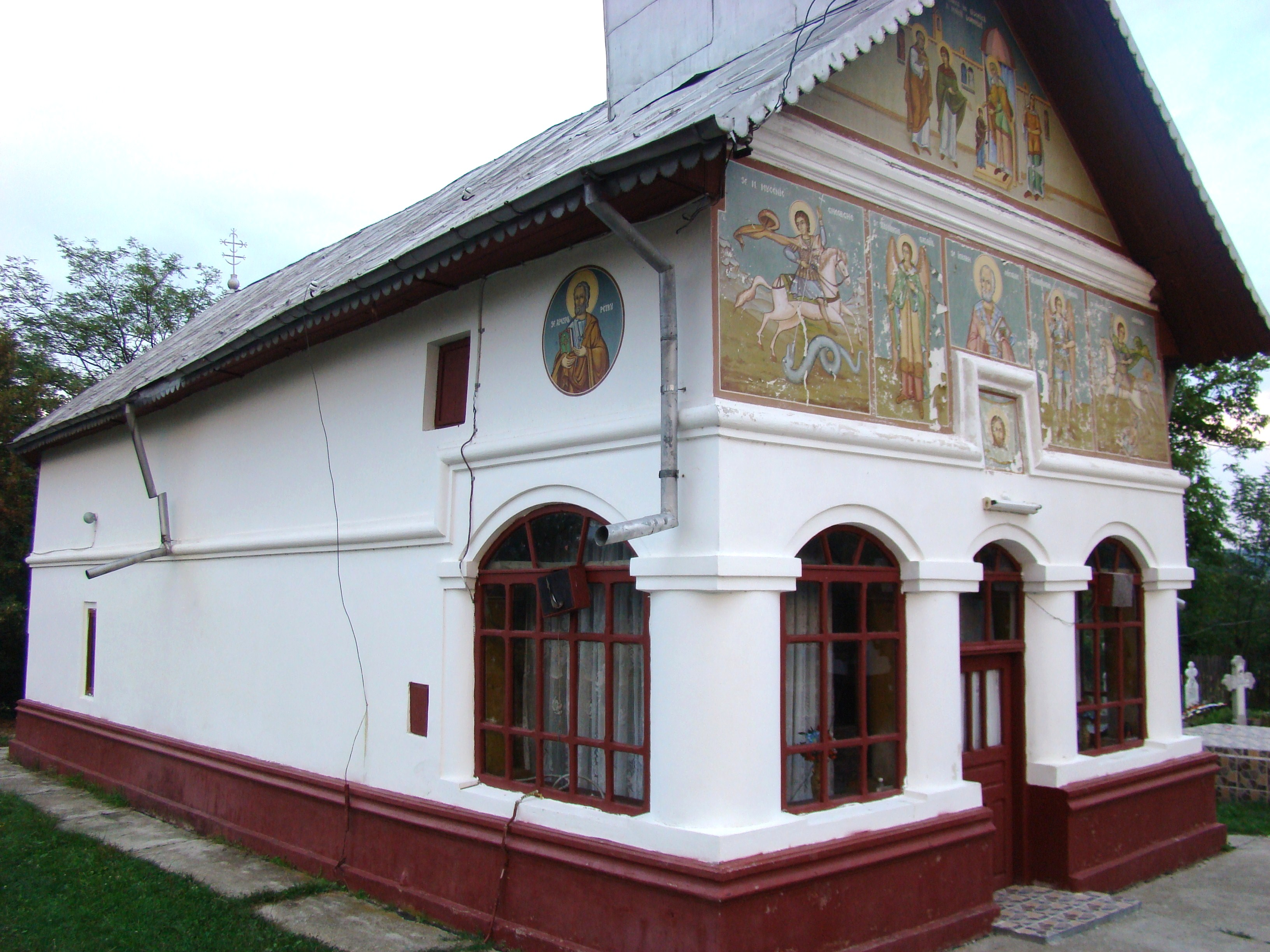
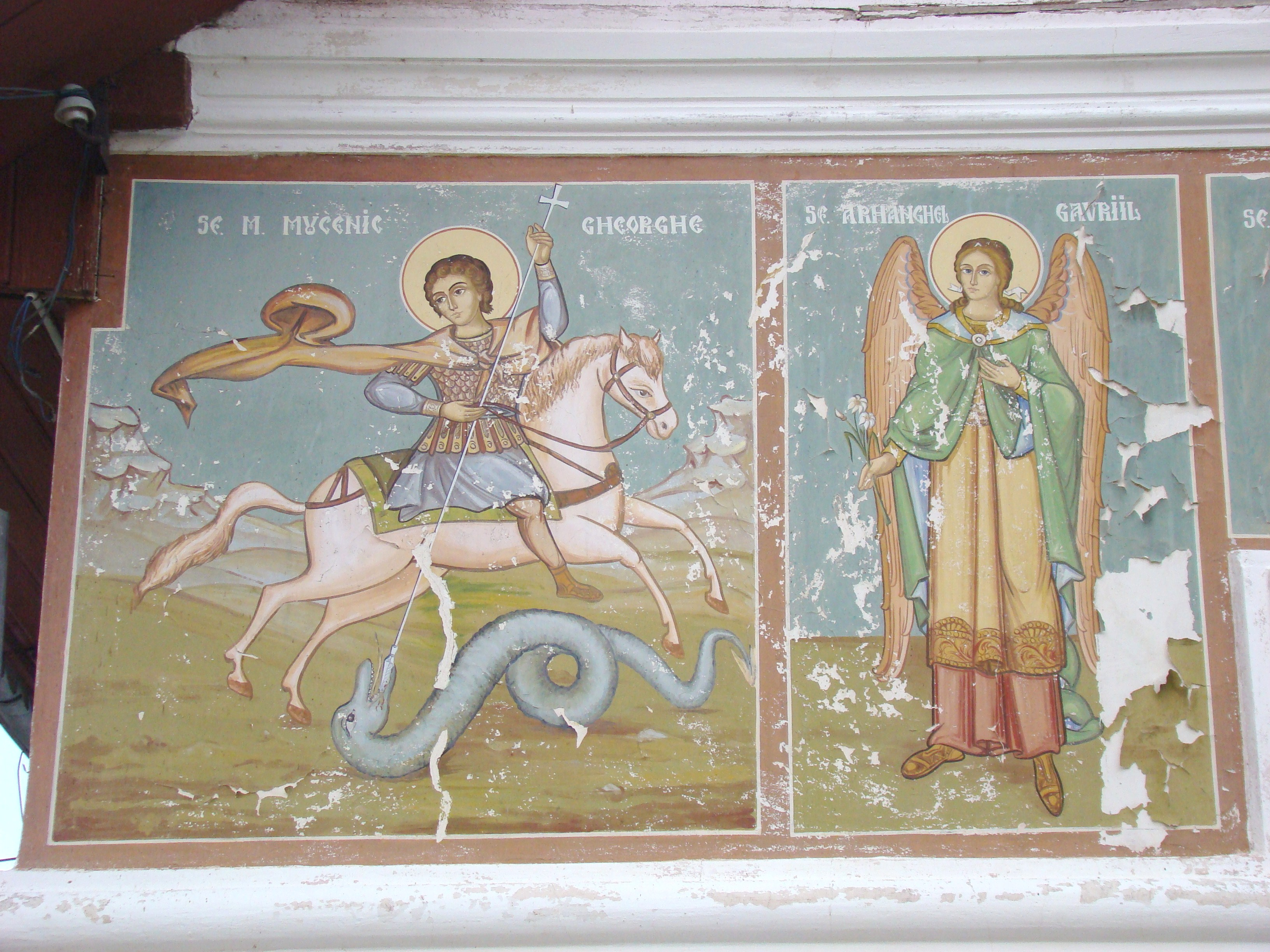
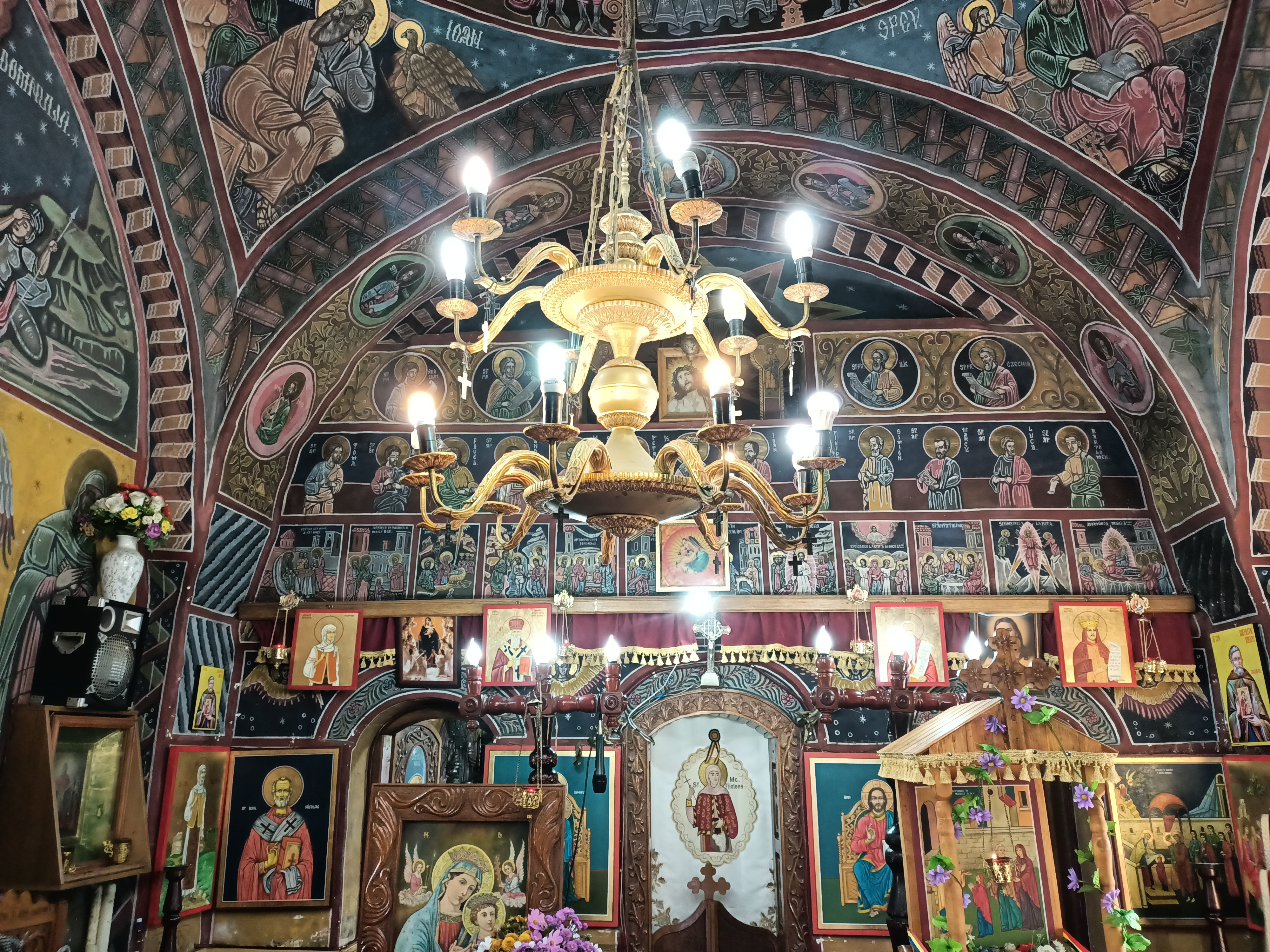
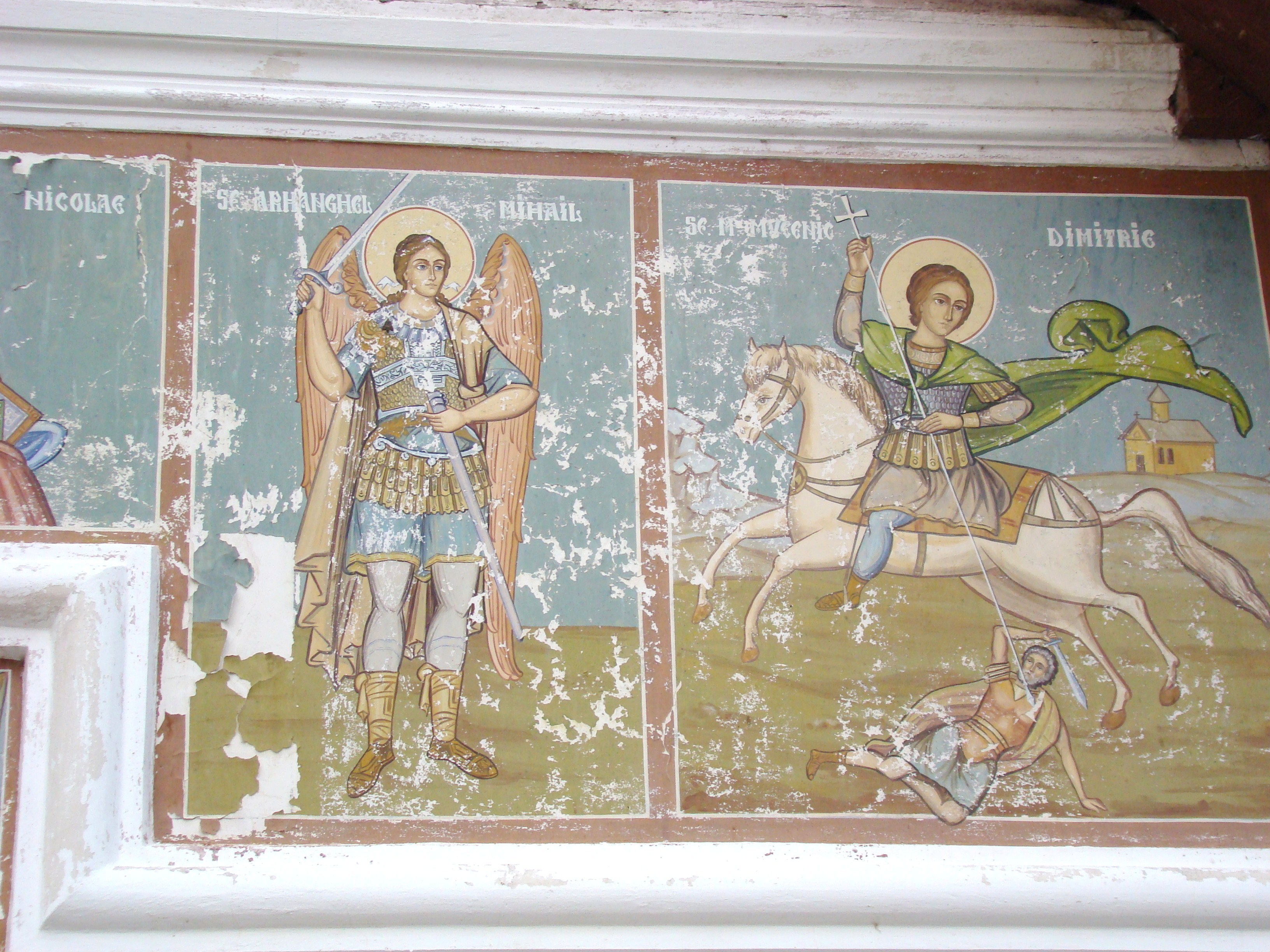
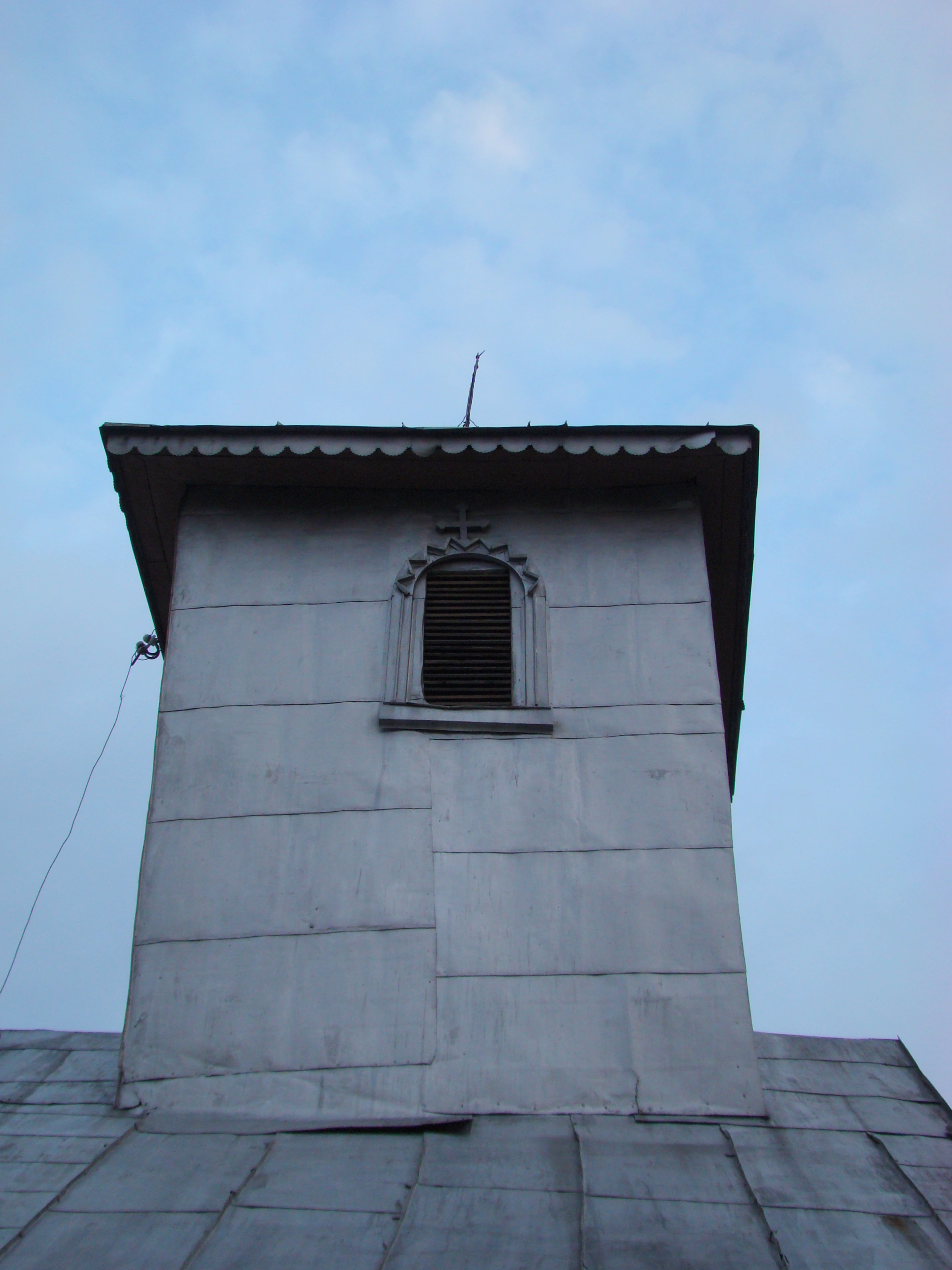
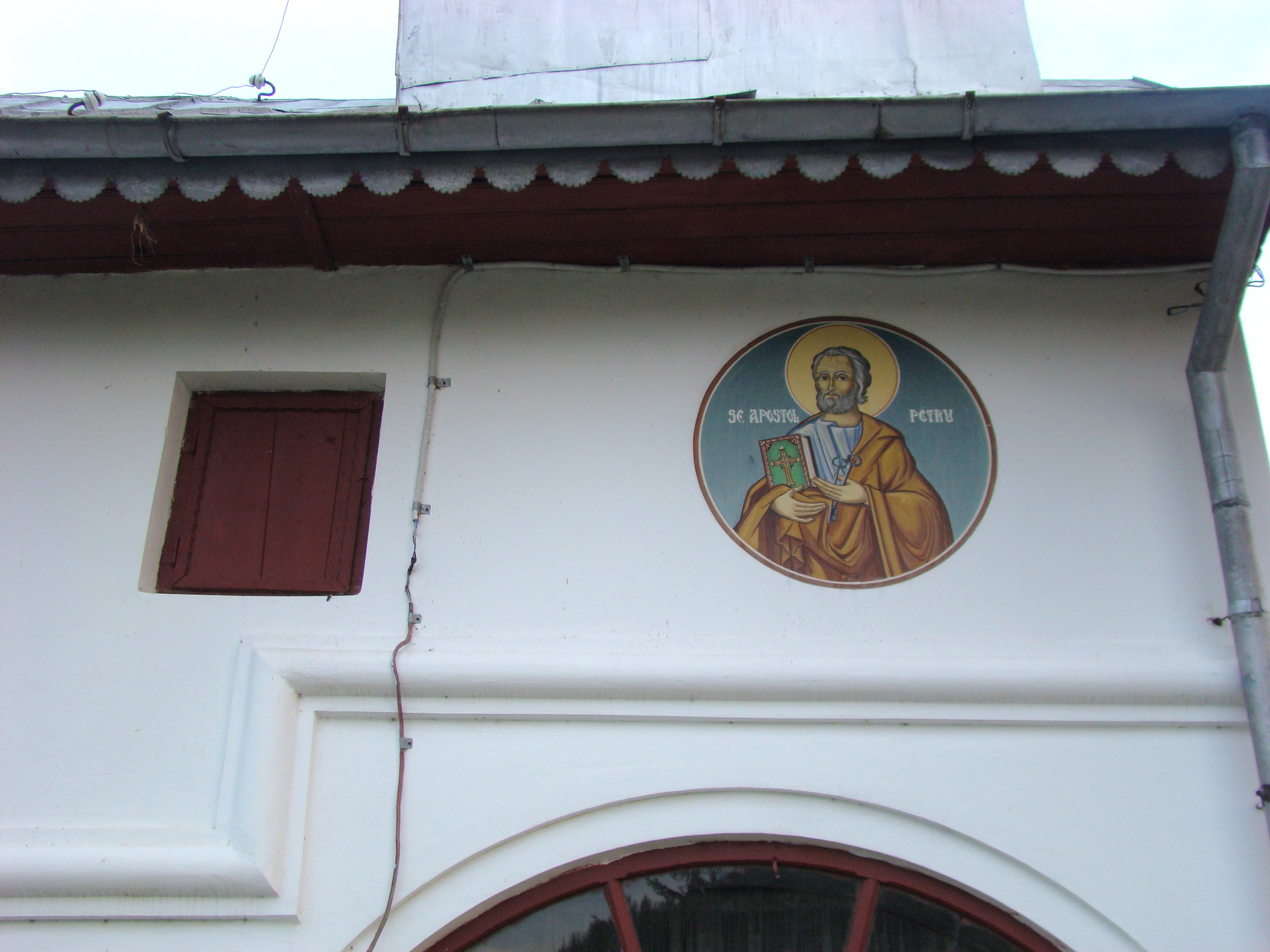
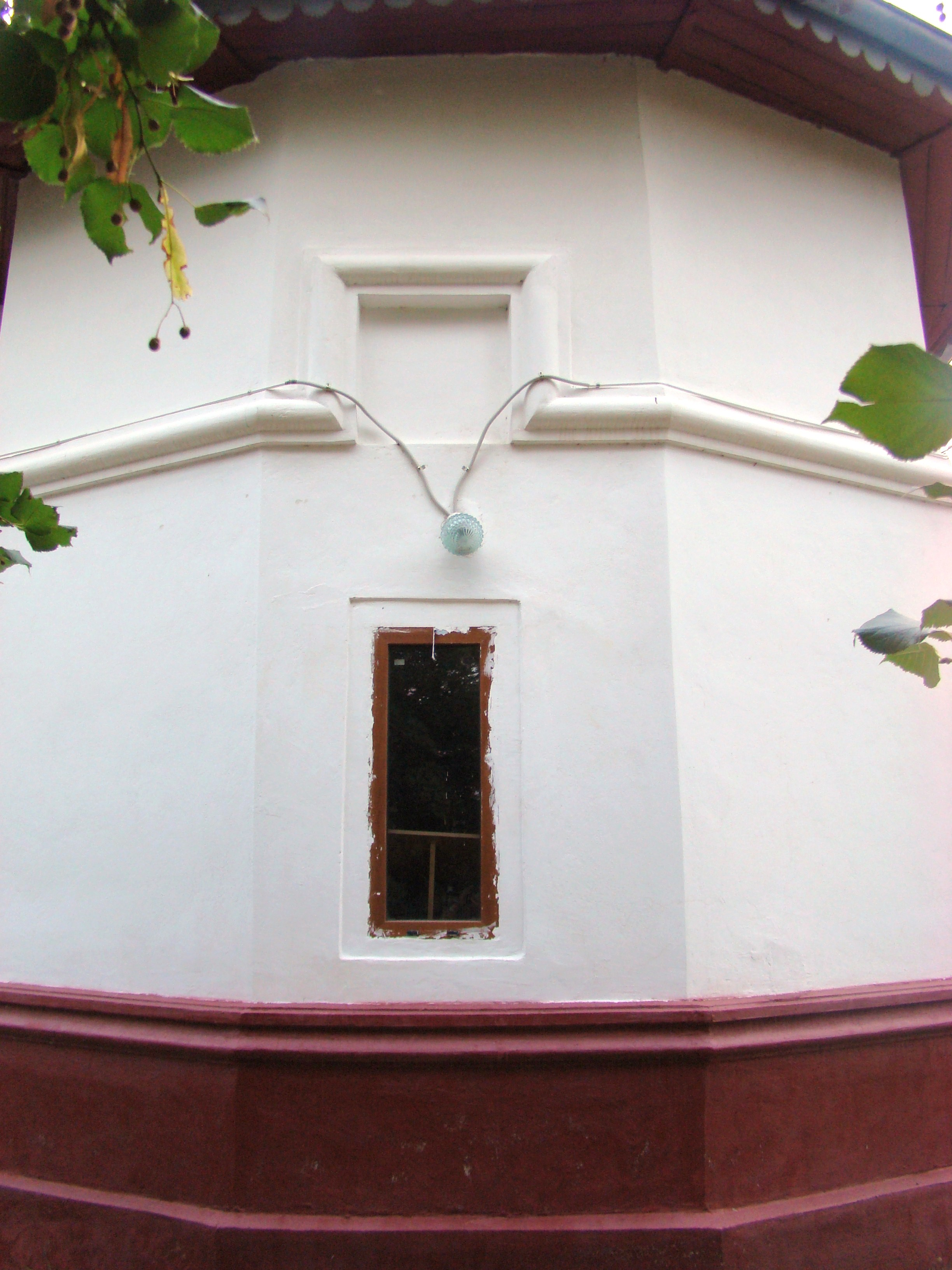
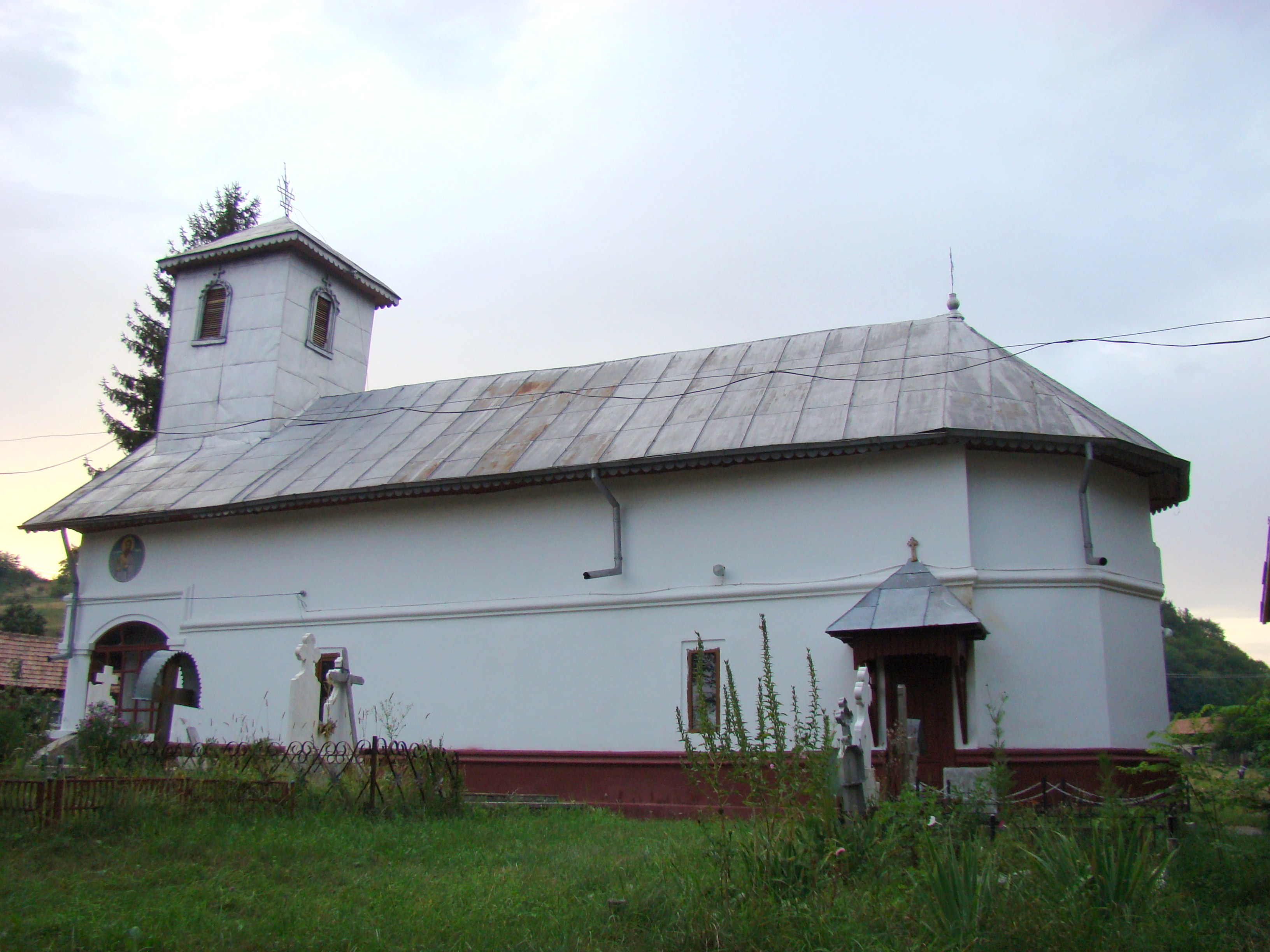
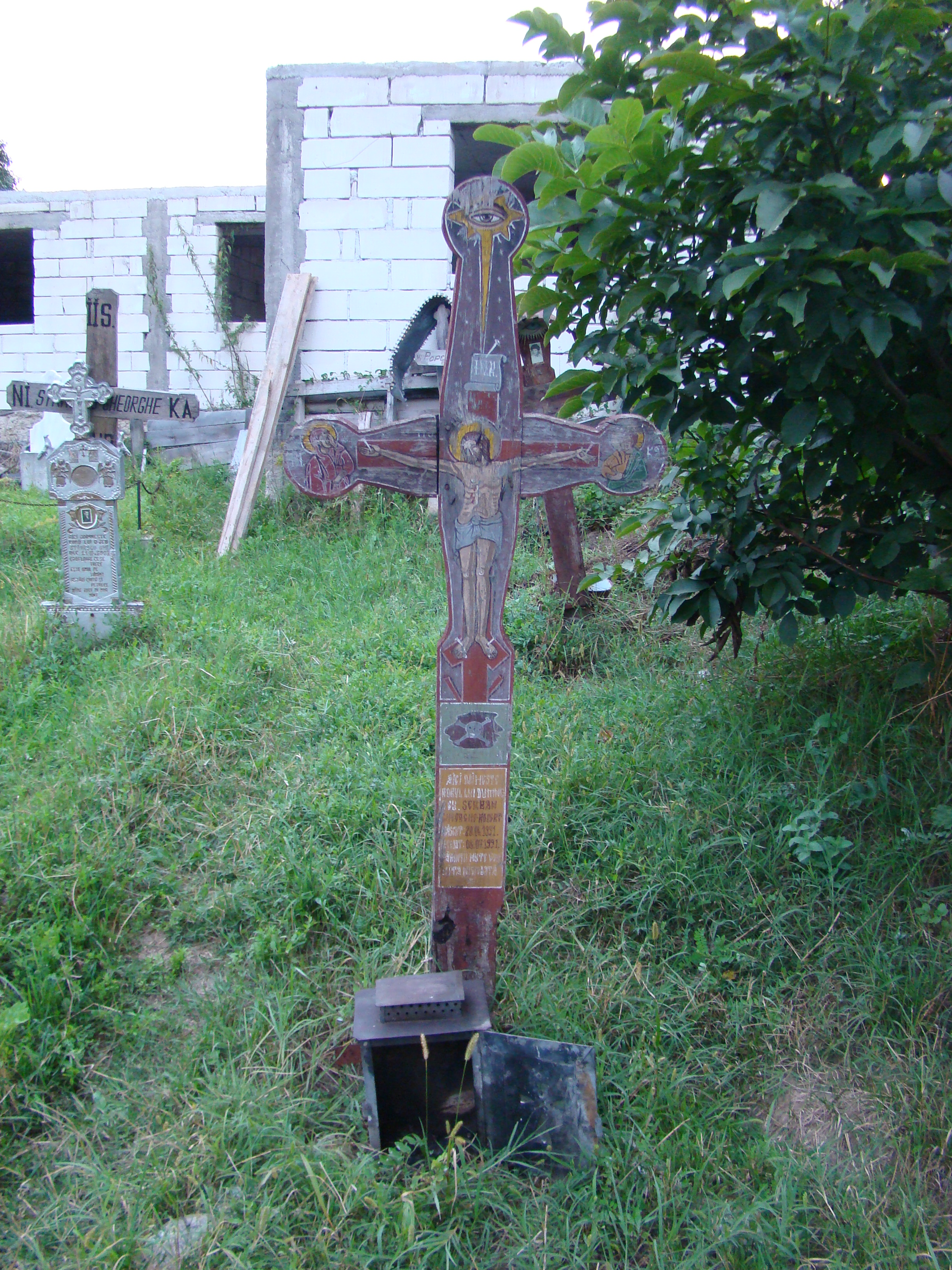
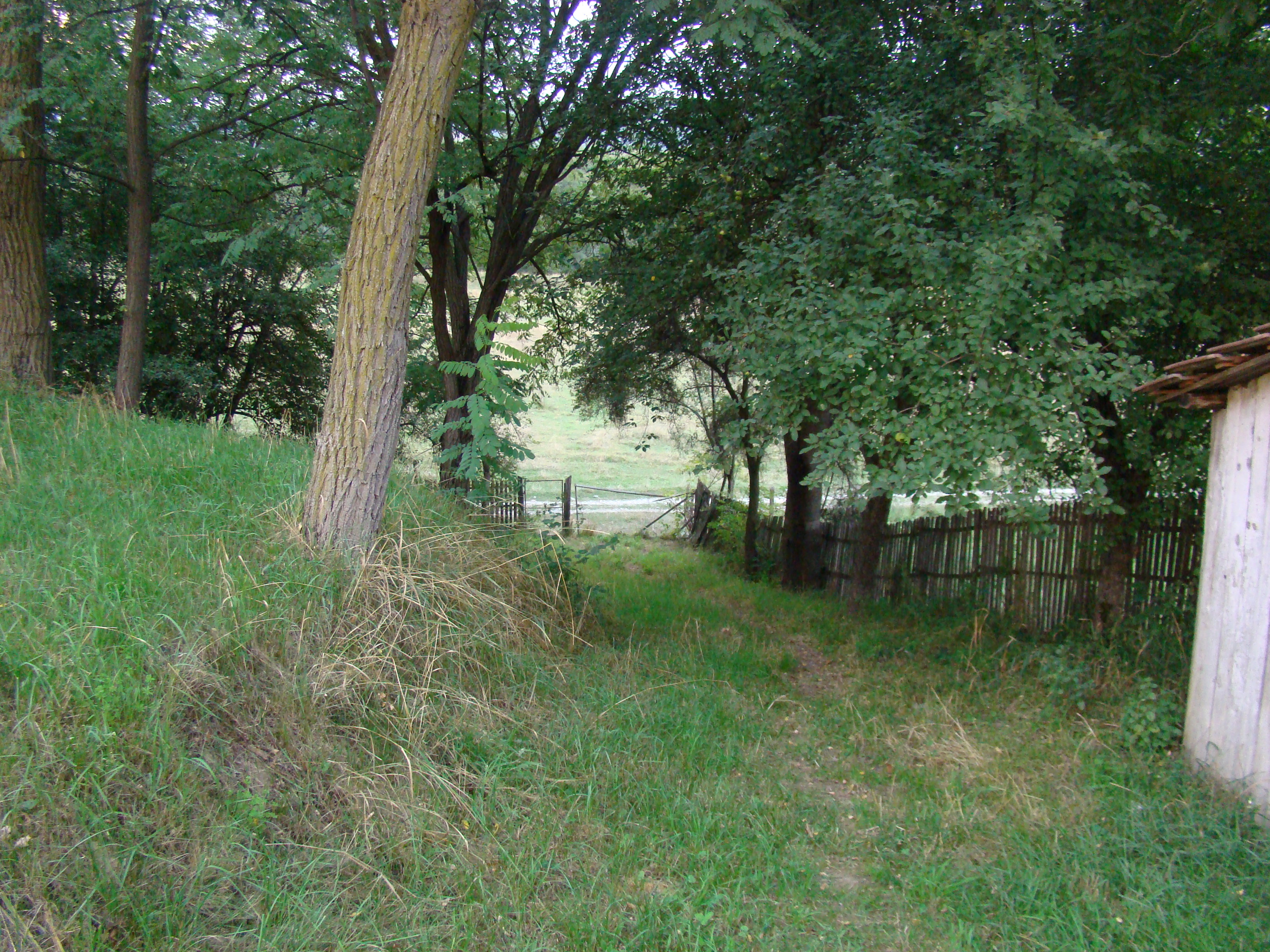